# Société d'études céliniennes
La Société d’études céliniennes  est une association loi de 1901 crée en 1976. Elle s'intéresse à la vie et l'œuvre de Louis-Ferdinand Céline.

## Description
Crée en octobre 1976 par Philippe Alméras, Jean-Pierre Dauphin, Antoine Gallimard, François Gibault et Henri Godard, elle a pour objet de réunir, en dehors de toutes passions politiques ou partisanes, tous ceux qui, lecteurs, collectionneurs ou chercheurs s’intéressent à l’œuvre de Louis-Ferdinand Céline et de favoriser par tous moyens la connaissance de l’œuvre de Louis-Ferdinand Céline, notamment par la stimulation des travaux de recherche et de critique, par la création d’échanges internationaux, par l’organisation de colloques et par la diffusion de bulletins et de publications.
Depuis sa fondation, la Société a organisé une vingtaine de colloques internationaux, publiés plusieurs monographies, et édite la revue Études céliniennes.

## Présidents
- 1976-? : Philippe Alméras
- ?-? : André Lwoff
- ?-1987 : Gérald Antoine
- 1987 - 2021 : François Gibault
- 2022 - : Régis Tettamanzi[3]

## Liste des publications

### Actes des colloques
- Colloque international Louis-Ferdinand Céline, Dinard - 2010 - Image de la France dans l'œuvre de Céline
- Colloque international Louis-Ferdinand Céline, Milan - 2008 - Traduction et transposition
- Colloque international Louis-Ferdinand Céline, Caen - 2006 -  Céline et la guerre
- Colloque international Louis-Ferdinand Céline, Budapest - 2004 - Médecine
- Colloque international Louis-Ferdinand Céline, Paris - 2002 - La Démesure
- Colloque international Louis-Ferdinand Céline, Prague - 2000 - Pesanteur et féerie
- Colloque international Louis-Ferdinand Céline, l'Abbaye d'Ardenne - 1998 - Classicisme de Céline
- Colloque international Louis-Ferdinand Céline, Amsterdam - 1996 - Céline épistolier

### RevueÉtudes céliniennes
- Études céliniennes N°8 – printemps 2013
- Études céliniennes N°7 – printemps 2012
- Études céliniennes N°6 – février 2011
- Études céliniennes N°5 – mars 2010
- Études céliniennes N°4 – hiver 2008
- Études céliniennes N° 3 – novembre 2007
- Études céliniennes N° 2 – automne 2006
- Études céliniennes N° 1 – automne 2005

### Monographies
- Goétie de Céline, par Denise Æbersold, « Analyse synoptique d’un Voyage »
- Céline vociférant ou l'Art de l'injure, par Christine Sautermeister
- Le dialogue dans l’œuvre romanesque de Céline, Groupe de recherches céliniennes
- L’Envers de l’Histoire contemporaine. Étude de la « trilogie allemande » de Louis-Ferdinand Céline, par Marie Hartmann
- Matière et lumière La mort dans l’œuvre de Louis-Ferdinand Céline, par Pierre-Marie Miroux
- Céline – Portrait de l’artiste en psychiatre, par Isabelle Blondiaux
- Céline - Plein Nord, par Pierre-Marie Miroux